# Josep Ferrer-Vidal i Soler
Josep Ferrer-Vidal i Soler   (Vilanova i la Geltrú, 13 d'octubre de 1852 - Barcelona, 16 de novembre de 1927), I marquès de Ferrer-Vidal, cunyat del I comte de Güell, fou un polític, senadore, pintor, músic, expert en arqueologia, crític d'art, col·leccionista d'art i mecenes d'artistes.

## Biografia
Procedia d'una família exponent de l'ennoblida burgesia industrial catalana. Era fill de l'industrial Josep Ferrer i Vidal (president de la Caixa de Barcelona i de la patronal catalana), i de Concepció Soler i Serra, filla de l'indià Pau Soler i Roig. Fou germà de Lluís Ferrer-Vidal i Soler, cofundador i primer president de La Caixa i cofundador i primer gerent de la Companyia General d'Asfalts i Portland, i de Joan Ferrer-Vidal i Soler. Alhora, era cunyat d'Ignasi Girona i Vilanova i de Josep Maria Pallejà i de Bassa, III marquès de Montsolís. És rebesoncle de Joaquim Gay de Montellà i Ferrer-Vidal.
Es casà en primeres noces amb Josepa Güell i Bacigalupi, germana d'Eusebi Güell, I comte de Güell. D'aquest matrimoni va néixer:
- Joan Josep Ferrer-Vidal i Güell, II marquès de Ferrer-Vidal, que va casar amb Maria Parellada i Santaló, del matrimoni del qual van néixer:
  - Eugènia (esposa del cambrer secret de S. S. Fernando del Castillo i Villanueva),
  - Josefina (segona esposa de Joan Antoni Güell, II comte de Güell),
  - Pilar (esposa de Lluís Vidal-Quadras) i
  - Josep Maria, III marquès de Ferrer-Vidal, mort el 1986 solter i sense descendència.

Era cunyat d'Eusebi Güell i Bacigalupi, I comte de Güell, i gendre de Joan Güell i Ferrer, així com oncle d'Isabel Güell, Maria Lluïsa Güell, Joan Antoni Güell, II comte de Güell, Eusebi Güell i López, II vescomte de Güell, i Santiago Güell, I baró de Güell. Pel matrimoni de la seva neta Josefina també va ser ressogre del mateix Joan Antoni Güell i López, II comte de Güell.
Es va casar en segones núpcies amb Madrona Aloy i Poch, vídua de Massoni, de qui va tenir una filla:
- Maria Josepa Ferrer-Vidal i Aloy.

### Polític
En política fou conservador, líder del grup silvelista de Barcelona, denominat Círculo Conservador Independiente.
Va ser Senador del Regne per la província de Barcelona entre el 30 d'abril de 1899 fins a la seva renúncia per malaltia el 22 de novembre de 1900, i diputat en el Congrés dels diputats, triat per la província de Barcelona el 2 de març de 1891 i el 5 d'abril de 1893.

### Col·leccionista i mecenes
És recordat per la seva important col·lecció de pintura, ceràmica, mobles, orfebreria, ferros i armes. Hi destaca especialment la taula central del retaule gòtic de sant Jordi, obra de Bernat Martorell, procedent probablement de la capella del palau de la Generalitat (1434-1435, Art Institute, Chicago), adquirida a través de l'intermediari de Josepa de Rocabruna, a instàncies del pintor i restaurador Tomàs Moragas i Torras.
La Biblioteca del Museu Nacional d'Art de Catalunya custodia el catàleg de la seva col·lecció, recollit en un luxós quadern manuscrit titulat «Objectes artístics, catàleg. J. F. V.», enquadernat en pell, amb lletres i corts daurats, on es relacionen peces i preus de la seva col·lecció. Està signat i rubricat sense data. També es conserven a la Biblioteca tres volums titulats «Objectes artístics de D. José Ferrer i Soler», no datats, que contenen fotografies d'algunes de les obres que va reunir.
Va ser membre de la primera junta de la Biblioteca Museu Víctor Balaguer de Vilanova i la Geltrú.

## Distincions
- Cavaller de la Gran Creu de l'Orde d'Isabel la Catòlica.
- Cavaller de la Gran Creu de l'Orde al Mèrit Militar.
- Membre de la Reial Acadèmia de Belles Arts de Sant Ferran.[2]